# تمزق الطحال
تمزق الطحال أو إصابة الطحال، هي حالة تتطلب عناية طبية فورية. ويمكن أن يحدث تمزق الطحال الطبيعي بواسطة الإصابات الجسدية، كحادث سيارة.
تمزق الطحال يسمح كميات كبيرة من الدم إلى التسرب إلى تجويف البطن، ويمكن أن يكون مميتاً. في الماضي، كان التعامل مع هذه الحالة جراحة طارئة مع احتمال إزالة الطحال، لكنه أصبح أكثر شيوعا مراقبة المريض للتأكد من توقف النزيف، والسماح للطحال للشفاء من تلقاء نفسه.
يتعين على المرضى الذين تمت إزالة الطحال تلقي التطعيم للمساعدة في منع العدوى مثل الالتهاب الرئوي. وهذا يساعد على تغطية دور الطحال.